# 戴圣

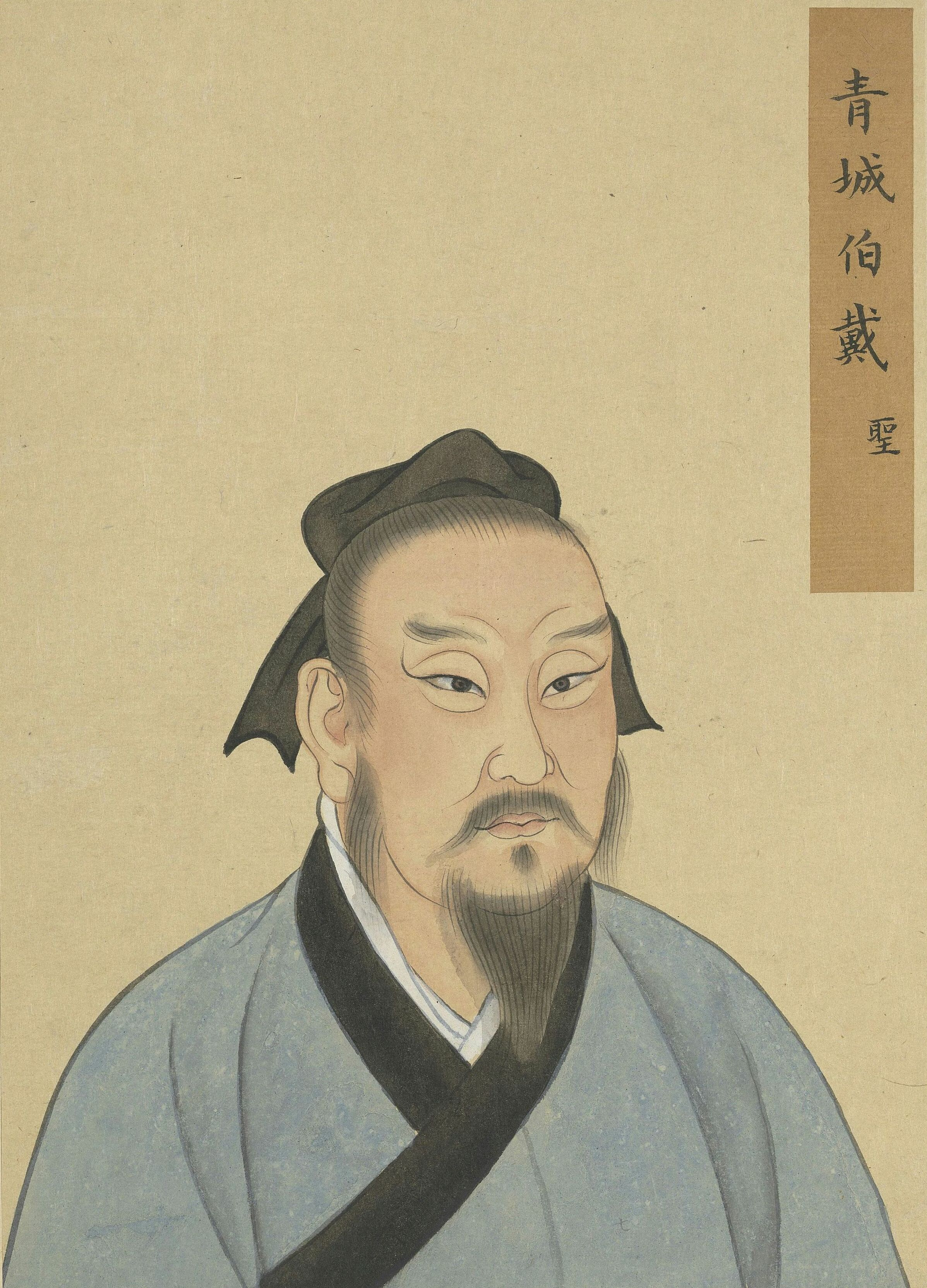
戴聖

戴圣（？—？），字次君，西汉後期的魏郡斥丘人（今河北省邯郸市成安县北乡义），是漢宣帝时的礼学家、經學家，是汉代今文經學的开创者。戴德是其叔父、戴仁是他的父親。
戴聖一生最大的貢獻是制定《礼记》（也称《小戴礼记》）。戴圣与叔父戴德两人被后人合称为大小戴。